# Alte Synagoge (Humenné)

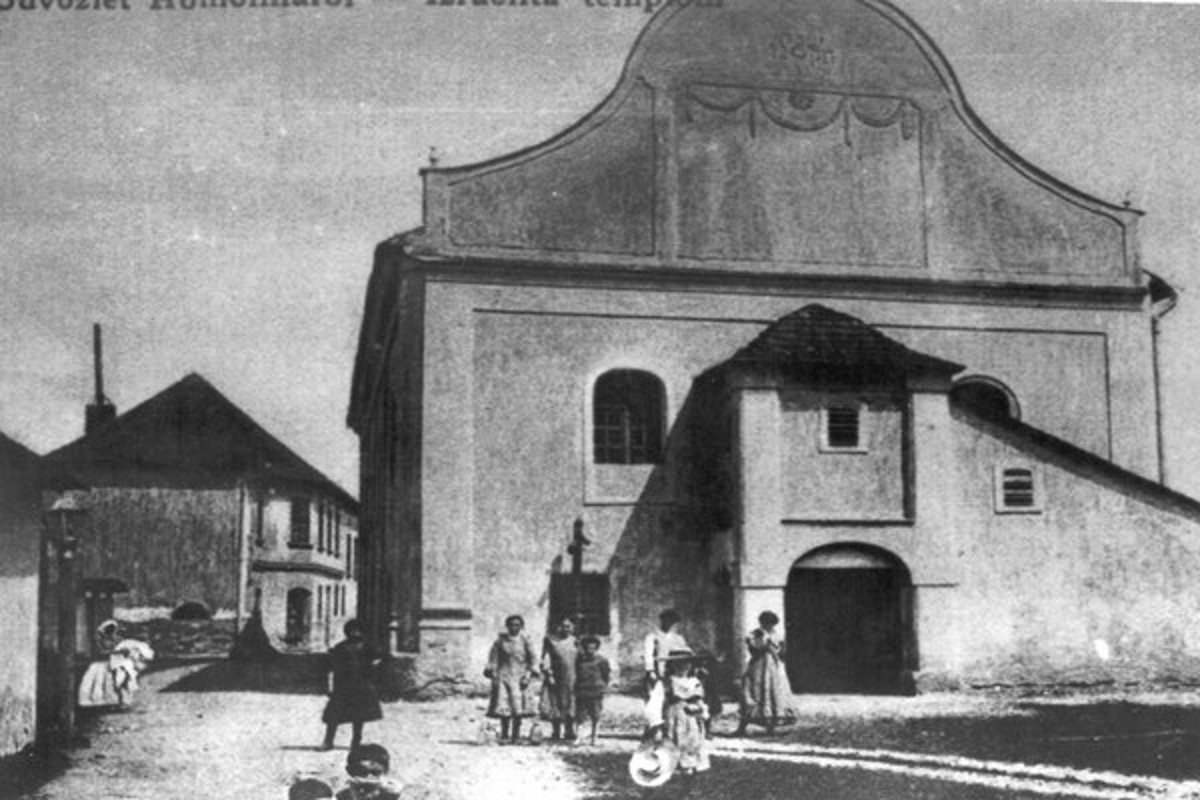
Alte Synagoge in Humenné

Die Alte Synagoge in Humenné (deutsch Homenau, ungarisch Homonna), einer Stadt in der Ostslowakei, wurde 1792/93 errichtet und in den 1970er Jahren abgerissen.
Vermutlich seit dem ausgehenden 17. Jahrhundert waren jüdische Familien in Homenau ansässig. Die ersten urkundlichen Belege stammen aus dem Jahr 1743. 
Nach dem Ende des Zweiten Weltkriegs kehrten jüdische Überlebende des Holocaust nach Humenné zurück und begründeten wieder eine jüdische Gemeinde. 
Sowohl das alte, als auch das neue Synagogengebäude, das 1930 eingeweiht worden war, wurden in den 1970er Jahren abgerissen.